# Voluntad Popular

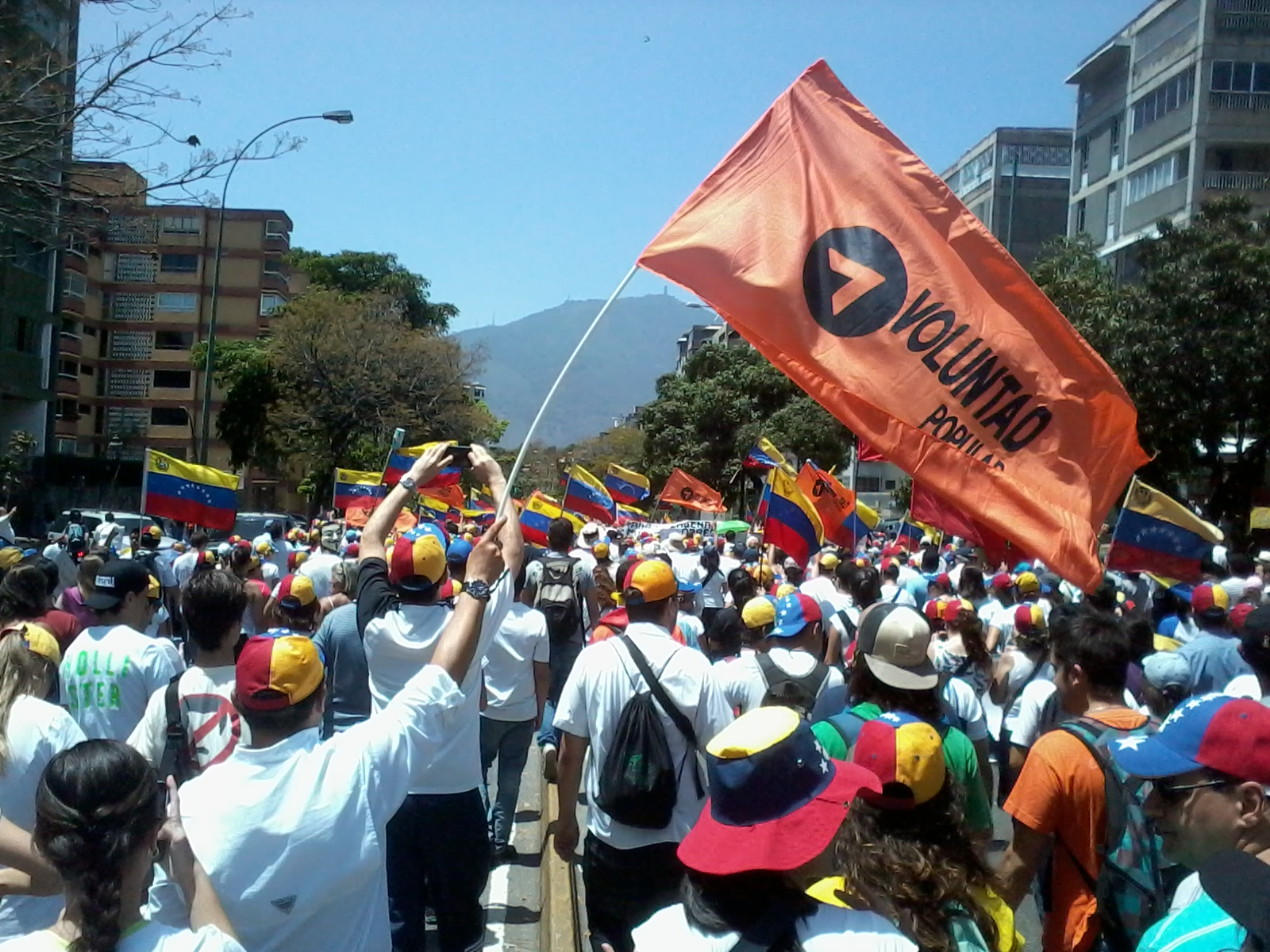
Protestmars om steun te betuigen aan Leopoldo López - 22 maart 2014

Voluntad Popular (VP) of Voluntad Popular Activistas (VPA), lees Wil van het Volk (Activisten), is een Venezolaanse politieke partij. VP behoort sinds 2011 tot de oppositiecoalitie Mesa de la Unidad Democrática (MUD).
Voluntad Popular werd opgericht op 5 december 2009 onder leiding van Leopoldo López, voormalig burgemeester van Chacao, een deelgemeente van Caracas.. De partij is voortgekomen uit de toenadering van de studentenbeweging van 2007, leden van de NGO's en leiders van de gemeenschap. Deze groeperingen hadden zich opgesteld tegen de politieke en economische koers in Venezuela in het kader van de Bolivariaanse Revolutie van de Verenigde Socialistische Partij van Venezuela (PSUV).
Voluntad Popular staat voor de fundamentele waarden van vrijheid, solidariteit en diversiteit, en werd op 14 januari 2011 door de kiesraad (CNE) erkend als politieke partij. Volgens VP transformeerde het regime onder leiding van Hugo Chávez en zijn opvolger Nicolás Maduro zich tot een populistische dictatuur, die erin slaagde om zich alles toe te eigenen, de scheiding van de machten te elimineren en de rechten van burgers in te perken. Op grond van dit uitgangspunt leidde VP in 2014 een campagne onder de naam "La Salida", (Nederlands: De Uitweg), die massale protesten van de Venezolaanse oppositie in 2014 ontketende en een politiek en sociaal veranderingsproces op gang bracht. VP-leider en nationale coördinator, Leopoldo López, werd in februari 2014 gearresteerd op beschuldiging van het aanzetten tot geweld en lidmaatschap van een criminele organisatie. Op 10 september 2015 werd hij veroordeeld tot meer dan 13 jaar gevangenisstraf wegens het aanzetten tot geweld en samenzwering. Na drie jaren in de gevangenis te hebben doorgebracht, werd hij op 5 augustus 2017 om gezondheidsredenen vrijgelaten en onder huisarrest geplaatst. In 2019 zocht hij zijn toevlucht in de Spaanse ambassade en in oktober 2020 wist hij naar Spanje te vluchten.
Bij de parlementsverkiezingen op 6 december 2015 behaalde de MUD 112 van de 167 zetels in de Nationale Assemblee voor de termijn 2016-2021. Van de 112 nam VP 14 zetels voor haar rekening, en werd VP in de nieuwe samenstelling van het parlement de vierde politieke kracht binnen het oppositieblok, na de partijen Primero Justitia, Acción Democrática en Nuevo Tiempo. Met de verkiezingszege kreeg de oppositiecoalitie een gekwalificeerde meerderheid in het parlement, wat een radicale verschuiving in het politieke landschap betekende.
Sinds 6 januari 2019 was de VP-afgevaardigde, Juan Guaidó, voorzitter van de Nationale Assemblee.